# Adriano Baffi
Adriano Baffi (født 7. august 1962 i Vailate) er en italiensk forhenværende cykelrytter, og nuværende teknisk direktør for holdet Lidl-Trek.
Som aktiv rytter vandt han mange løb på landevej, og var professionel fra 1985 til 2002. På banen kørte han om vinteren seksdagesløb, hvor det i alt blev til 11 sejre. I 1991 blev han nummer tre ved Københavns seksdagesløb sammen med sin daværende holdkammerat fra Ariostea, Rolf Sørensen.